# Navalperal de Tormes (kommunhuvudort)
Navalperal de Tormes är en kommunhuvudort i Spanien.   Den ligger i provinsen Provincia de Ávila och regionen Kastilien och Leon, i den centrala delen av landet, 140 km väster om huvudstaden Madrid. Navalperal de Tormes ligger 1 298 meter över havet och antalet invånare är 134.
Terrängen runt Navalperal de Tormes är huvudsakligen kuperad. Navalperal de Tormes ligger nere i en dal. Runt Navalperal de Tormes är det mycket glesbefolkat, med 3 invånare per kvadratkilometer. Närmaste större samhälle är El Barco de Ávila, 18,9 km väster om Navalperal de Tormes. 